# Església dels Sants Joans de Meliana
L'església Parroquial dels Sants Joans, és un temple catòlic situat a Meliana. El temple data de la segona meitat del segle xvii.
El temple té la condició de Bé de Rellevància Local segons la Disposició Addicional Quinta de la Llei 5/2007, de 9 de febrer, de la Generalitat, de modificació de la Llei 4/1998, d'11 de juny, del Patrimoni Cultural Valencià (DOCV Núm. 5.449 / 13.02.2001).

## Campanar
Compta amb un campanar de planta quadrada rematat amb una creu amb penell.